# Gai Atili Bulb
Gai Atili Bulb (llatí: Caius Atilius A. F. Bulbus) va ser un magistrat romà.
Va ser cònsol el 245 aC i el 235 aC, i censor el 234 aC, juntament amb Aule Postumi Albí. En el seu segon consolat va tenir com a col·lega a Tit Manli Torquat, i van tancar el temple de Janus, que era la primera vegada que es tancava des de temps del rei Numa Pompili.